# Nikol Płosaj
Nikol Płosaj (Goleniów, 22 maggio 1996) è una pistard e ciclista su strada polacca che corre per il team MAT Atom Deweloper Wrocław. Attiva come Elite dal 2015, in carriera ha vinto tre medaglie agli Europei su pista.

## Palmarès

### Pista
- 2013

Campionati polacchi, Inseguimento a squadre (con Natalia Nowotarska, Natalia Radzicka e Wiktoria Żegleń)
- 2015

Campionati polacchi, Inseguimento a squadre (con Weronika Humelt, Natalia Radzicka e Natalia Morytko)
Campionati polacchi, 500 metri a cronometro Under-23
Campionati polacchi, Inseguimento individuale Under-23
- 2017

Campionati polacchi, Americana (con Monika Graczewska)
- 2018

Grand Prix of Poland, Inseguimento a squadre (Pruszków, con Wiktoria Pikulik, Daria Pikulik e Nikola Różyńska)
Grand Prix of Poland, Omnium (Pruszków)
Campionati polacchi, Inseguimento a squadre (con Weronika Humelt, Karolina Lipiejko e Monika Graczewska)
Campionati polacchi, Americana (con Monika Graczewska)
- 2019

Grand Prix Minsk, Inseguimento a squadre (Minsk, con Karolina Karasiewicz, Katarzyna Pawłowska e Lucja Pietrzak)
Grand Prix of Poland, Inseguimento a squadre (Pruszków, con Justyna Kaczkowska, Daria Pikulik e Wiktoria Pikulik)
- 2020

Grand Prix Mesta Prešov, Americana (Prešov, con Daria Pikulik)
- 2021

Grand Prix Prostějov, Scratch (Prostějov)
Grand Prix Prostějov, Omnium (Prostějov)
Grand Prix Prostějov, Americana (Prostějov, con Wiktoria Polak)
Campionati polacchi, Omnium
- 2022

Grand Prix Prostějov, Americana (Prostějov, con Karolina Karasiewicz)
Grand Prix Tufo, Americana (Prostějov, con Karolina Karasiewicz)
Grand Prix Mesta Prešov, Corsa a eliminazione (Prešov)
Campionati polacchi, Inseguimento a squadre (con Olga Wankiewicz, Daria Pikulik e Wiktoria Pikulik)
Campionati polacchi, Americana (con Daria Pikulik)
- 2023

Grand Prix of Poland, Americana (Pruszków, con Wiktoria Pikulik)
Campionati polacchi, Americana (con Tamara Szalinska)

### Strada

#### Altri successi
- 2024 (MAT Atom Deweloper Wrocław)

2ª tappa Internationale Oderrundfahrt (Wuhden > Wuhden)

## Piazzamenti

### Competizioni mondiali
- Campionati del mondo su pista

Glasgow 2013 - Inseguimento a squadre Junior: 6ª
Glasgow 2013 - Inseguimento individuale Junior: 9ª
Glasgow 2013 - Corsa a punti Junior: 10ª
Hong Kong 2017 - Inseguimento a squadre: 8ª
Apeldoorn 2018 - Inseguimento a squadre: 8ª
Apeldoorn 2018 - Americana: 14ª
Pruszków 2019 - Inseguimento a squadre: 13ª
Berlino 2020 - Inseguimento a squadre: 11ª
Berlino 2020 - Americana: 7ª
Roubaix 2021 - Inseguimento a squadre: 6ª
Roubaix 2021 - Corsa a eliminazione: 15ª
Roubaix 2021 - Omnium: 11ª
Saint-Quentin-en-Yvelines 2022 - Corsa a eliminazione: 23ª
- Campionati del mondo su strada

Toscana 2013 - In linea Junior: ritirata
Ponferrada 2014 - In linea Junior: 34ª

### Competizioni europee
- Campionati europei su pista

Anadia 2013 - Inseguimento individuale Junior: 6ª
Anadia 2013 - Inseguimento a squadre Junior: 4ª
Anadia 2013 - Corsa a punti Junior: 5ª
Anadia 2013 - Scratch Junior: 12ª
Anadia 2014 - Inseguimento a squadre Junior: 2ª
Anadia 2014 - Corsa a punti Junior: 18ª
Anadia 2014 - Scratch Junior: 6ª
Atene 2015 - Inseguimento a squadre Under-23: 6ª
Atene 2015 - Omnium Under-23: 10ª
Saint-Quentin-en-Yvelines 2016 - Inseguimento a squadre: 2ª
Saint-Quentin-en-Yvelines 2016 - Americana: 11ª
Anadia 2017 - Corsa a eliminazione Under-23: 8ª
Anadia 2017 - Inseguimento a squadre Under-23: 2ª
Anadia 2017 - Omnium Under-23: 8ª
Berlino 2017 - Inseguimento a squadre: 3ª
Berlino 2017 - Americana: 8ª
Glasgow 2018 - Inseguimento a squadre: 4ª
Glasgow 2018 - Corsa a punti: 15ª
Apeldoorn 2019 - Corsa a eliminazione: 3ª
Apeldoorn 2019 - Inseguimento a squadre: 6ª
Plovdiv 2020 - Corsa a eliminazione: 8ª
Plovdiv 2020 - Omnium: 4ª
Plovdiv 2020 - Americana: 4ª
Grenchen 2021 - Inseguimento a squadre: 7ª
Grenchen 2021 - Corsa a eliminazione: 4ª
Grenchen 2021 - Americana: 7ª
Monaco di Baviera 2022 - Inseguimento a squadre: 8ª
Monaco di Baviera 2022 - Corsa a punti: 11ª
Grenchen 2023 - Inseguimento a squadre: 7ª
Grenchen 2023 - Americana: 6ª
Apeldoorn 2024 - Inseguimento a squadre: 6ª
- Campionati europei su strada

Tartu 2015 - In linea Under-23: 13ª
Plumelec 2016 - Cronometro Elite: 32ª
Herning 2017 - In linea Under-23: 55ª
Brno 2018 - In linea Under-23: 4ª
- Giochi europei

Minsk 2019 - Corsa a punti: 8ª
Minsk 2019 - Inseguimento a squadre: 3ª